# NEN 5740
De NEN 5740 is de Nederlandse Norm voor verkennend bodemonderzoek. De norm schrijft voor hoe bij onderzoek naar eventuele bodemverontreiniging de onderzoeksstrategie moet worden opgesteld. In de NEN 5740 staan diverse strategieën beschreven. Voor een juiste keuze van de strategie wordt er eerst een vooronderzoek volgens NVN 5725 uitgevoerd.